# 曹渓宗
曹渓宗（そうけいしゅう、チョゲジョン）は、朝鮮の禅宗系仏教宗団。韓国では現在、「大韓仏教曹渓宗」として、韓国の仏教界最大の勢力を有する。
僧侶の数は約1万2000人、公式に登録されている寺院は1800（禅学院、大覚会などの未登録の寺院を含めると2800余り）を数え、国家が認定している伝統的な寺院870ヶ所余りの90％以上が曹渓宗の寺院である。曹渓宗の代表は「宗正」であるが、教団の実務行政の代表は総務院長である。

## 概要
高麗時代中期の僧、知訥（1158年 - 1210年）を開祖とする。知訥は曹渓山松広寺を中心に、禅によって天台・華厳などの教学を包摂する教えを説いた。上流階級に天台宗が広まったのに対し、曹渓宗の教えは民衆に浸透した。
仏教が弾圧された朝鮮時代も勢力をたもち、19世紀末に再び活動が盛んになった。日本統治時代には太古宗など僧侶の妻帯を認める宗団もあらわれ、曹渓宗でも解放後にこれをめぐる争いがあったが、現在も不妻帯を守っている。
現在は本山であるソウルの曹渓寺をはじめ韓国全土に寺院を擁し、また東国大学校を設立している。北朝鮮にも形式上は存在するとされる。
福祉法人を設立し、「ナヌムの家」を運営している。

## ナヌムの家との関係や不祥事
- 1994年、総務院長選を巡り、改革派僧侶と現院長派僧侶の派閥対立が激化。組織暴力輩（暴力団）まで介入し、曹渓寺では乱闘騒ぎに発展し、警察が出動する事態になった。
- 2001年2月、ナヌムの家の初代園長である僧侶が、女性職員数名に対して地位を濫用して性交渉を強要した事実が発覚。問題の行為を行った僧侶は自ら会見を行い、事件について告白するとともに、園長職を辞任。後に僧籍を返還した。
- 2012年5月11日、白羊寺近くにある宿泊施設の一室で、修行僧らが酒を飲み、タバコを吸いながら徹夜でポーカー賭博に興じていたことが発覚し、総務院長を含む幹部6人が総辞職した[4]。後日、この件を最初に報道した仏教系インターネット放送の代表の男性に対して暴行を加えていたことも発覚した[5]。
- 2018年5月1日、MBCの報道番組PD手帳において、雪靖総務院長の隠し子疑惑等、教団高僧の各種疑惑を報道。当事者は疑惑を否定したものの、教団内外で辞任の声が高まり、結局総務院長職の辞意を表明した[6]。以降も、MBCは度々曹渓宗を告発するニュースを報道しており、曹渓宗と対立している。
- 2020年2月、法住寺の僧侶らが常習的に違法賭博をしていると信徒が告発し、警察が捜査を開始し、圓行総務院長が謝罪した。
- 同年に大韓仏教曹渓宗が福祉法人の形で運営する韓国人元慰安婦施設「福祉法人大韓仏教曹渓宗ナヌムの家」よる寄付金などの横領疑惑で、地元警察が詐欺や業務上横領容疑で安信権前ナヌムの家所長と前「福祉法人大韓仏教曹渓宗ナヌムの家」事務局長の女性を書類送検した上で、補助金の組織的詐取容疑で運営法人も送検した[3]。

## 外国との関係
- 2009年、日韓仏教交流協議会（宮林昭彦会長）と共同で、「日本が韓国民に多大な苦痛を及ぼした歴史的な事実に対し、反省とざんげの念を深くしている」と刻まれた「人類和合共生祈願碑」を京畿道の神勒寺に建てた[7]。
- 日本の「禅（ぜん・Zen）」は間違いであり偽物、韓国仏教の「参禅（チャムソン・Thomson）」こそが本物であると主張[8]。
- ナヌムの家の経営に関わるなどいわゆる従軍慰安婦の問題に深く関与している。また、米国のマイク・ホンダ下院議員とは、この問題の解決に向けて意見交換をしており、同議員もナヌムの家を何度も訪問するなど積極的に交流している[9]。
- 朝鮮王室儀軌など日本を含む外国に流出した文化財を取り戻す運動と連携している[10]。
- 2012年6月、韓国麗水で開催する第26回世界仏教徒会議において、チベット亡命政府の要人らが開幕式に招待されることに対し、中国仏教協会の訪問団は参加を取り止め、主催する曹渓宗に対しても抗議した[11]。一方、曹渓宗側も「中国のやり方は仏陀の思想及び我々が共有する価値観に反する」として、中国側に謝罪を要求した[12]。
- 日本の対馬から盗まれた仏像の盗難問題に関しては「返還の可否については徹底した調査が必要だ」などとして返還に非協力的な姿勢を示している[13]。

## 曹渓宗の主な寺院
三宝寺院
- 通度寺 - 仏宝寺院
- 海印寺 - 法宝寺院
- 松広寺 - 僧宝寺院

八大叢林
- 通度寺（霊鷲叢林）
- 海印寺（伽倻叢林）
- 松広寺（曹渓叢林）
- 修徳寺（徳崇叢林）
- 白羊寺（古仏叢林）
- 桐華寺（八公叢林）
- 双磎寺（双渓叢林）
- 梵魚寺（金井叢林）

25の教区本寺
- ソウル特別市
  - 曹渓寺（直轄教区本寺）
  - 特別教区（軍宗教区）
- 京畿道
  - 龍珠寺（第2教区本寺）
  - 奉先寺（第25教区本寺）
- 江原特別自治道
  - 新興寺（第3教区本寺）
  - 月精寺（第4教区本寺）
- 忠清北道
  - 法住寺（第5教区本寺）
- 忠清南道
  - 麻谷寺（第6教区本寺）
  - 修徳寺（第7教区本寺）
- 慶尚北道
  - 直指寺（第8教区本寺）
  - 銀海寺（第10教区本寺）
  - 孤雲寺（第16教区本寺）
  - 仏国寺（第11教区本寺）
- 大邱広域市
  - 桐華寺（第9教区本寺）
- 慶尚南道
  - 海印寺（第12教区本寺）
  - 双磎寺（第13教区本寺）
- 通度寺（第15教区本寺）
- 釜山広域市
  - 梵魚寺（第14教区本寺）
- 全羅北道
  - 金山寺（第17教区本寺）
  - 禅雲寺（第24教区本寺）
- 全羅南道
  - 白羊寺（第18教区本寺）
  - 華厳寺（第19教区本寺）
  - 仙巌寺（第20教区本寺だったが、現在は外れている。太古宗の総本山で太古叢林）
  - 松広寺（第21教区本寺）
  - 大興寺（第22教区本寺）
- 済州特別自治道
  - 観音寺（朝鮮語版）（第23教区本寺）